# روي غوردون غرينجر
روي غوردون غرينجر (بالإنجليزية: Roy Gordon Grainger)‏ هو عالم نيوزيلندي، ولد في 19 فبراير 1962 في ثمز ‏ في نيوزيلندا.